# Mike Todorovich
Marko John Todorovich, detto Mike (Zeigler, 11 giugno 1923 – St. Louis, 24 giugno 2000), è stato un cestista e allenatore di pallacanestro statunitense, professionista nella NBL e nella NBA.

## Palmarès
- NBL Rookie of the Year (1948)
- All-NBL First Team (1948)
- All-NBL Second Team (1949)